# Ondina Valla
Trebisonda »Ondina« Valla, italijanska atletinja, * 20. maj 1916, Bologna, † 16. oktober 2006, L'Aquila.
Nastopila je na poletnih olimpijskih igrah leta 1936, kjer je osvojila naslov olimpijske prvakinje v teku na 80 m z ovirami in četrto mesto v štafeti 4x100 m. 5. avgusta 1936 je izenačila svetovni rekord v teku na 80 m z ovirami s časom 11,6 s, veljal je eno leto.